# Geble Pederssøn
Geble (auch Gjeble) Pederssøn (* ca. 1490 in Herøy (Nordland); † 9. März 1557 in Bergen) war ein norwegischer Geistlicher. Er wurde 1537 erster lutherischer Superintendent (Bischof) im Bistum Bergen (Bjørgvin).

## Leben
Nach dem Schulbesuch in Trondheim und Bergen studierte Pederssøn in Alkmaar und Löwen. Er wurde zum Magister promoviert und kehrte nach Bergen zurück, wo er zunächst als Rektor an der Kathedralschule wirkte. 1518 wurde er zum Priester geweiht und ins Domkapitel aufgenommen, kurz danach zum Pfarrer an der Marienkirche bestellt. 1523 reiste er nach Rom, um die Bestätigung für den zum Bischof gewählten Olav Thorkelsson einzuholen, und wurde selbst von Papst Hadrian VI. zu dessen Nachfolger als Erzdiakon bestimmt. Über die folgenden Jahre, in denen sich erste Ansätze der Reformation in Bergen ausbreiteten, gibt es kaum Quellen. Nach Bischof Olavs Tod am 23. Mai 1535 wurde Pederssøn vom Domkapitel zu dessen Nachfolger gewählt, aber zunächst nicht bestätigt. Erst als König Christian III. im Sommer 1536 nach dem Sieg im Bürgerkrieg freie Hand für die Einführung der Reformation in Dänemark und Norwegen hatte, konnte Pederssøn mit Unterstützung des Statthalters Eske Bille dessen Vertrauen gewinnen. Er reiste im Sommer 1537 nach Kopenhagen, wo er am 2. September (nach anderen Angaben schon am 26. August) auf königliche Anordnung von Johannes Bugenhagen als lutherischer Superintendent von Bergen eingeführt wurde. (Erst im 17. Jahrhundert nahmen die Superintendenten in Dänemark und Norwegen wieder den Bischofstitel an.)
Pederssøn blieb bis zu seinem Tod auf diesem Posten, bis 1541 als einziger Superintendent in Norwegen. Er ließ das verfallene Franziskanerkloster wieder herrichten, um dort den Bischofssitz einzunehmen, und machte dessen Kirche zur Domkirche. Pederssøn lebte selbst weiter zölibatär, setzte sich aber, u. a. durch Visitationen, für die Verankerung der lutherischen Lehre und Kirchenordnung in seinem Bistum und anderen Teilen Norwegens ein. 1539 führte er die lutherische Kirchenordnung in den immer noch vakanten Bistümern Oslo und Hamar ein. Die Kathedralschule in Bergen machte er zur evangelischen Musterschule, um Pfarrernachwuchs heranzuziehen. Einer seiner Schützlinge, Absalon Pederssøn Beyer, schrieb später seine Biografie.
1555 erlitt Pederssøn einen Schlaganfall und bat daraufhin um seinen Abschied. König Christian III. gewährte den nicht, entlastete ihn aber durch die Abstellung des Pfarrers Nils Henrikssøn als Helfer.